# Hedi Lang
Hedi Lang-Agheri (ur. 30 października 1931 w Uster, zm. 31 marca 2004) – szwajcarska działaczka polityczna, jedna z pierwszych kobiet aktywnych w życiu politycznym Szwajcarii.

## Życiorys
Była członkiem Partii Socjaldemokratycznej. Od 1971 była deputowaną do Rady Narodowej (Nationalrat), 1981-1982 jako pierwsza kobieta sprawowała funkcję prezydenta Rady. W 1983, również jako pierwsza kobieta, wybrana do rządu kantonu Zurych, w latach 1983-1991 kierowała resortem spraw wewnętrznych, 1991-1995 gospodarki; ponadto stała na czele rządu kantonu dwukrotnie (1989-1990 i 1994-1995), i także dwukrotnie była zastępcą szefa rządu (1988-1989 i 1993-1994).
W latach 1983–1993 kierowała organizacją Pro Familia.